# Centralny Zarząd Przemysłu Włókien Łykowych
Centralny Zarząd Przemysłu Włókien Łykowych – jednostka organizacyjna Ministerstwa Przemysłu Lekkiego, powołana w celu koordynowania, nadzorowanie i kontrolowanie oraz pełnienia ogólnego kierownictwa nad działalnością gospodarczą przedsiębiorstw państwowych lub będących pod zarządem państwowym.

## Powołanie Zarządu
Na podstawie zarządzenia Ministra Przemysłu Lekkiego z 1949 r. o utworzeniu "Centralnego Zarządu Przemysłu Włókien Łykowych" ustanowiono Zarząd. Zarządzenie powstało w porozumieniu z Przewodniczącym Państwowej Komisji Planowania Gospodarczego i Ministrem Skarbu. Powołanie Zarządu pozostawało w ścisłym związku z  dekretem z 1947 r. o tworzeniu przedsiębiorstw państwowych.
Nadzór państwowy nad Zarządem sprawował Minister Przemysłu Lekkiego.

## Powstanie Zarządu
Centralny Zarząd Przemysłu Włókien Łykowych powstał w wyniku wydzielenia z administracji państwowej jednostki organizacyjnej jako przedsiębiorstwa państwowego prowadzonego w ramach narodowych planów gospodarczych oraz według zasad gospodarki handlowej.

## Przedmiot działalności Zarządu
Przedmiotem działalności Zarządu było koordynowanie, nadzorowanie i kontrolowanie oraz ogólne kierownictwo działalności gospodarczej przedsiębiorstw państwowych lub będących pod zarządem państwowym.

## Rada Nadzoru Społecznego
Przy Zarządzie  powołana była Rada Nadzoru Społecznego, której zakres działania, sposób powoływania i odwoływania jej członków, organizację i sposób wykonywania powierzonych czynności określi rozporządzenie Rady Ministrów.
Rada Nadzoru Społecznego miała charakter niezależnego organu nadzorczego, kontrolnego oraz opiniodawczego, podlegającego w swej działalności nadzorowi Prezydium Krajowej Rady Narodowej.

## Kierowanie Zarządem
Organem zarządzającym Zarządu była dyrekcja, powoływana i zwalniana przez Ministra Przemysłu Lekkiego i składająca się z dyrektora naczelnego, reprezentującego dyrekcję samodzielnie oraz z podległych dyrektorowi naczelnemu czterech dyrektorów.
Do ważności zobowiązań, zaciąganych przez Zarząd., wymagane było współdziałanie, zgodnie z uprawnieniami, przewidzianymi w statucie:
- dwóch członków dyrekcji łącznie,
- jednego członka dyrekcji łącznie z pełnomocnikiem handlowym w granicach jego pełnomocnictwa,
- dwóch pełnomocników handlowych łącznie w granicach ich pełnomocnictw.

## Wykaz przedsiębiorstw nadzorowanych
- Żyrardowskie Zakłady Przemysłu Włókienniczego, przedsiębiorstwo państwowe wyodrębnione z siedzibą w Żyrardowie[1],
- Bielskie Zakłady Przemysłu Lniarskiego "Lenko", przedsiębiorstwo państwowe wyodrębnione z siedzibą w Bielsku,
- Częstochowskie Zakłady Przemysłu Lniarskiego "Stradom", przedsiębiorstwo państwowe wyodrębnione z siedzibą w Częstochowie,
- Nadodrzańskie Zakłady Przemysłu Lniarskiego, przedsiębiorstwo państwowe wyodrębnione z siedzibą w Nowej Soli,
- Gnaszyńskie Zakłady Przemysłu Lniarskiego, przedsiębiorstwo państwowe wyodrębnione z siedzibą w Gnaszynie,
- Południowe Zakłady Przemysłu Lniarskiego "Krosno", przedsiębiorstwo państwowe wyodrębnione z siedzibą w Krośnie n/Wisłokiem,
- Częstochowskie Zakłady Przemysłu Lniarskiego "Warta", przedsiębiorstwo państwowe wyodrębnione z siedzibą w Częstochowie,
- Dolnośląskie Zakłady Przemysłu Lniarskiego "Orzeł", przedsiębiorstwo państwowe wyodrębnione z siedzibą w Mysłakowicach,
- Dolnośląskie Zakłady Przemysłu Lniarskiego "Len", przedsiębiorstwo państwowe wyodrębnione z siedzibą w Kamiennej Górze,
- Żarskie Zakłady Przemysłu Lniarskiego, przedsiębiorstwo państwowe wyodrębnione z siedzibą w Żarach,
- Dolnośląskie Zakłady Przemysłu Lniarskiego "Wisła", przedsiębiorstwo państwowe wyodrębnione z siedzibą w Kamiennej Górze,
- Kłodzkie Zakłady Przemysłu Lniarskiego "Lech", przedsiębiorstwo państwowe wyodrębnione z siedzibą w Ołdrzychowicach, pow. Kłodzko,
- Lubawskie Zakłady Przemysłu Lniarskiego, przedsiębiorstwo państwowe wyodrębnione z siedzibą w Lubawce,
- Wałbrzyskie Zakłady Przemysłu Lniarskiego, przedsiębiorstwo państwowe wyodrębnione z siedzibą w Wałbrzychu.